# ジョン・パークハースト

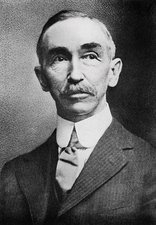
ジョン・パークハースト

ジョン・パークハースト（John Adelbert Parkhurst、1861年9月24日 - 1925年3月1日）は、アメリカ合衆国の天文学者。
イリノイ州ディクソンに生まれた。ローズ工業大学を卒業し、数学の教鞭を執った。その後イリノイ州のマレンゴーに戻った。小さい私設の天文台をつくり変光星の観測を行った。1897年にウィスコンシン州にヤーキス天文台が設立されると、ボランティアの観測助手となり、1900年までには正式の助手となった。ヤーキス天文台で25年働き、後にシカゴ大学の助教授となった。
最も重要な業績は恒星の光度に関するもので、恒星の光度、スペクトル型の分類をおこなった。